# Klaus (eiland)
Klaus (Fins: Pirttikari) is een Zweedse eiland behorend tot de Haparanda-archipel. Het eiland ligt 13 kilometer ten zuiden van de plaats Haparanda. Het eiland heeft geen oeververbinding en heeft op een enkele overnachtingplaats verspreid over het eiland geen bebouwing.
In het noorden is er droge heide met wilde lijsterbes en de den; in het zuiden loofbossen met witte els en wilg. Ook de primula nutans groeit hier.